# Stephen Chow
Stephen Chow (en chino tradicional, 周星馳; en chino simplificado, 周星驰; pinyin, Zhōu Xīngchí; Hong Kong británico, 22 de junio de 1962) es un actor y director hongkonés, experto sobre todo en el campo de la comedia. Fue nombrado el Rey de la comedia por los medios de entretenimiento de Hong Kong. Esta imagen se resume por su apodo 星爷(Sing Yeh, Maestro de las Artes Marciales que canta (sing)). Su característico mo lei tau (humor de Hong Kong) incluye juegos de palabras, doble sentido y bromas a expensas de los aspectos singulares de la cultura china, visto en algunas de sus películas, tales como Siu lam juk kau, Kung Fu Sion y CJ7.

## Carrera
Empezó su carrera en la escuela de actores de Shaw Brothers TVB. Más adelante participó en el programa infantil 430 Shuttle, en donde era el personaje llamado Vampiro Negro y Blanco. En ese momento, Chow desempeñó principalmente papeles dramáticos en Hong Kong TVB, sobre todo series de televisión, una de las cuales es la llamada Dun Fei Final Combat (盖世豪侠) de 1989. Chow realizó una destacada actuación y comenzó a ganar popularidad en Hong Kong. Además, en esa serie de televisión, comenzó la colaboración a largo plazo con el director Lee Lik-chi (李力持) y el actor Ng Man-tat (吴孟达). En 1990, su actuación en All For The Winner le lanzó en su carrera en el cine cómico, que es ahora su principal género.
Sus películas posteriores se han construido sobre el éxito y desarrolló su marca distintiva del humor conocido como mo lei tau (tontería o "no obvio"), que hace del uso frecuente de eufemismos y del doble sentido inofensivo su principal característica. Chow demuestra habitualmente su talento para la improvisación, lo que sugiere a los directores de gags mejorar los guiones, permitiendo más oportunidades de hacer reescrituras del guion. A partir de 1994 empezó a escribir y dirigir algunas de sus películas.
Fight Back to School (1991), From Beijing With Love (1994) y God of Cookery (1996) son ejemplos notables de su estilo de trabajo. Sus películas suelen utilizar no sólo un entorno histórico, sino también demostrar el moderno período transversal de comedia, como en las películas Justice, My Foot! (審死官) (1992) y Flirting Scholar (1993). De vez en cuando, Chow se toma un descanso en sus comedias. Una de sus películas más dramáticas es la segunda parte de A Chinese Odyssey, Cinderella (1994), vagamente basada en el clásico épico chino Viaje al Oeste. Aunque esencialmente la comedia está en su corazón, Chow fue capaz de desarrollar un personaje más serio que los anteriores. 
Las últimas películas de Chow han comenzado a concentrarse en la acción y los efectos especiales en lugar de secuencias de humor verbal, a fin de apelar a una audiencia internacional más amplia. La película que le lanzó a la fama internacional fue Siu lam juk kau (2001) o Shaolin Soccer (en español), que hizo uso del CGI, y fue dirigida por el propio Chow. Su siguiente película fue Kung Fu Sion (2004), también dirigida por él, y en febrero de 2005 superó a Siu lam juk kau como la película con cifras más altas del cine en Hong Kong.
CJ7, que se comenzó a filmar en julio de 2006 en la zona oriental del puerto chino de Ningbo, se rumora que el presupuesto cada vez mayor para una película china en el tiempo, con un costo de más de 100 millones de yuanes chinos (14 millones de dólares, 9,5 millones de euros). Después de haber sido anteriormente conocido por una serie de títulos incluyendo las exóticas, Alien, Yangtze River VII, Long River 7, y A Hope, esta película presenta a la recién llegada Zhang Yuqi como su romántica pareja, Chow continua con la tradición de la introducción de actrices jóvenes que eventualmente van a tener éxito el cine o la música. Estas son las actrices Karen Mok, Sharla Cheung, Athena Chu, Michelle Reis, Christy Chung, Gigi Leung, Cecilia Cheung y Huang Shengyi.
Durante 2007, ha sido uno de los productores de la adaptación al cine de Dragon Ball, aunque no estuvo en el rodaje de la película, fue el encargado de diseñar las escenas de lucha entre los personajes del film. El 19 de septiembre de 2008, se anunció que dirigirá y será coprotagonista en la película de Seth Rogen y Evan Goldberg,  The Green Hornet.
En un primer momento, iba a estar dirigida por Stephen Chow, quien también la iba a protagonizar junto a Seth Rogen. Sin embargo, Chow abandonó la producción, al parecer, por diferencias creativas.

## Filmografía
| Año  | Película                                  | Rol                              |
| ---- | ----------------------------------------- | -------------------------------- |
| 1982 | Sou hat yi                                | -                                |
| 1982 | The Legend of the Condor Heroes           | -                                |
| 1982 | Wut lik sap jat                           | -                                |
| 1982 | Heung sing long ji                        | -                                |
| 1983 | Joi geen sup gao sui                      | -                                |
| 1983 | Angels and Devils                         | -                                |
| 1986 | A Better Tomorrow                         | Tríada de Taiwán                 |
| 1987 | Sung meng chi loi                         | -                                |
| 1988 | Cops                                      | Lau Ting-kin                     |
| 1988 | Final Justice                             | Ah Wai                           |
| 1988 | Catch Wind Man                            | -                                |
| 1988 | Faithfully Yours                          | Puddin Lai                       |
| 1989 | The Justice of Life                       | Ho Kam-shui                      |
| 1989 | Dragon Fight                              | Andy Yau                         |
| 1989 | Thunder Cops II                           | Sui Yien                         |
| 1989 | The Unmatchable Match                     | Cheung Lon/Cockroach             |
| 1989 | Final Combat                              | Dun Fei                          |
| 1989 | Just Heroes                               | "Jacky" Yuen Kei-hao             |
| 1990 | My Hero                                   | Sing                             |
| 1990 | When Fortune Smiles                       | Vincent Han                      |
| 1990 | Love Is Love                              | -                                |
| 1990 | Shaolin Idiot                             | Hsing                            |
| 1990 | Lung Fung Restaurant                      | Rubbish Pool                     |
| 1990 | Legend of the Dragon                      | Chow Siu-lung                    |
| 1990 | Triad Story                               | Sin                              |
| 1990 | Curry and Pepper                          | Pepper/Officer Shao Wen          |
| 1990 | Sleazy Dizzy                              | Sing                             |
| 1990 | All for the Winner                        | The Saint of Gamblers            |
| 1991 | Fight Back to School                      | Chow Sing-sing                   |
| 1991 | The Magnificent Scoundrels                | Valentino/Jackie                 |
| 1991 | The Ultimate Trickster                    | Koo Jing/Chi Man-jing/Maggie Koo |
| 1991 | Crazy Safari                              | Narrador                         |
| 1991 | The Top Bet                               | The Saint of Gamblers            |
| 1991 | God of Gamblers II                        | The Saint of Gamblers            |
| 1991 | Fist of Fury                              | The Saint of Gamblers            |
| 1991 | Back to Shanghai                          | The Saint of Gamblers            |
| 1992 | Justice, My Foot!                         | Sung Shih-chieh                  |
| 1992 | Fist of Fury II                           | The Saint of Gamblers            |
| 1992 | Royal Tramp                               | Wei Siu-bo                       |
| 1992 | Royal Tramp II                            | Wei Siu-bo                       |
| 1992 | The Thief of Time                         | Dyun Siu-fei                     |
| 1992 | Family Happiness                          | Shang Foon                       |
| 1992 | Fight Back to School II                   | Chow Sing-sing                   |
| 1992 | King of Beggars                           | So Chan / So Hat-yi / Beggar So  |
| 1993 | My Hero 2                                 | Cameo                            |
| 1993 | Fight Back to School III                  | Chow Sing-sing                   |
| 1993 | Flirting Scholar                          | Tong Pak-foo                     |
| 1993 | The Mad Monk                              | Dragon Fighter Lo Han            |
| 1994 | A Chinese Odyssey Part One: Pandora's Box | Monkey King                      |
| 1994 | Hail the Judge                            | Pao Lung-sing                    |
| 1994 | King of Destruction                       | Ho Kam-an                        |
| 1994 | A Chinese Odyssey Part Two - Cinderella   | Monkey King                      |
| 1994 | From Beijing with Love                    | Ling Ling-chai                   |
| 1995 | Out of the Dark                           | Leon                             |
| 1995 | Sixty Million Dollar Man                  | Lee Chak-sing                    |
| 1996 | Big Inside Cop Ling Ling-fat              | Ling Ling-fat                    |
| 1996 | God of Cookery                            | The God of Cookery               |
| 1997 | All's Well, Ends Well                     | Lo Kung                          |
| 1997 | Lawyer Lawyer                             | Chan Mon-gut                     |
| 1998 | The Lucky Guy                             | Sui                              |
| 1999 | The Tricky Master                         | Wong Si-fu                       |
| 1999 | Gorgeous                                  | Oficial del cuartel de policía   |
| 1999 | The King of Comedy                        | Wan Tin-sau                      |
| 2001 | Siu lam juk kau (Shaolin Soccer)          | Mighty Steel Leg Sing            |
| 2004 | Kung Fu Sion                              | Sing                             |
| 2008 | CJ7                                       | Ti                               |
| 2010 | CJ7: The Cartoon                          |                                  |
| 2013 | Journey to the West                       | Director y Guionista             |
| 2016 | The Mermaid (美人魚)                      | Director                         |